# Пирсон, Джон
Джон Пи́рсон (англ. John Pearson; род. неизвестно) — шотландский кёрлингист.
В составе мужской сборной Шотландии участник двух чемпионатов мира (серебряные призёры в 1959, бронзовые призёры в 1962). Чемпион Шотландии среди мужчин.
Играл на позиции третьего.

## Достижения
- Чемпионат мира по кёрлингу среди мужчин: серебро (1959), бронза (1962).
- Чемпионат Шотландии по кёрлингу среди мужчин: золото (1962).

## Команды
| Сезон   | Четвёртый | Третий      | Второй         | Первый    | Турниры            |
| ------- | --------- | ----------- | -------------- | --------- | ------------------ |
| 1958—59 | Уилли Янг | Джон Пирсон | Джимми Скотт   | Бобби Янг | ЧМ 1959            |
| 1961—62 | Уилли Янг | Джон Пирсон | Сэнди Андерсон | Бобби Янг | ЧШМ 1962 · ЧМ 1962 |

(скипы выделены полужирным шрифтом)